# Брокман, Райнер

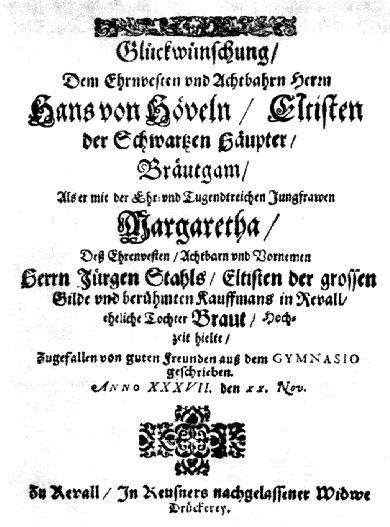
Титульный лист первого стихотворения на эстонском языке

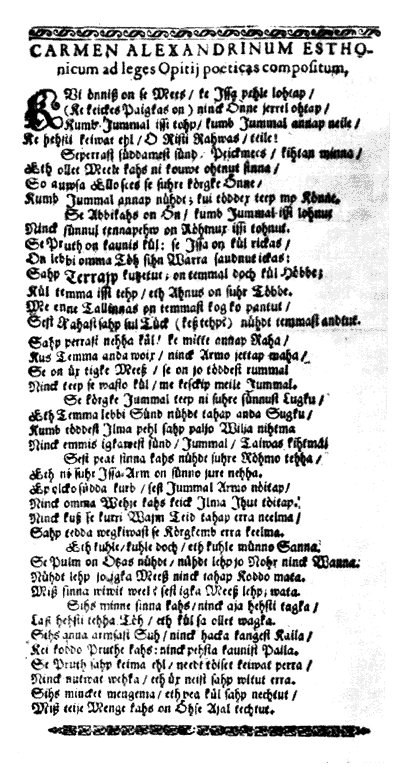
Первое стихотворение на эстонском языке (1637)

Райнер Брокман (нем. Reiner Brocmann; 1609—1647) — немецко-балтийский священник, переводчик и поэт. Автор первого известного стихотворения на эстонском языке (опубликовано в 1637 году).

## Биография
Райнер Брокман родился 8 мая 1609 года в деревне Шван-Гренцдорф (ныне в составе немецкой земли Мекленбург-Передняя Померания) в семье пастора. Изучал теологию Гамбургском и Ростокском университетах. В 1634—1639 годах преподавал древнегреческий язык в Таллинской гимназии. С 1639 года и до своей смерти служил пастором в Кадрине, ныне в составе эстонского уезда Ляэне-Вирумаа, преподавал в религиозной конгрегации Кадрины.
Писал стихи на немецком, латинском, греческом и эстонском языках. Он также известен как переводчик немецких лютеранских хоралов на эстонский язык, 23 из которых были опубликованы в 1653 году после его смерти.
Скончался 9 декабря 1647 года после болезни. Могила Райнера Брокмана находится сегодня в церкви Кадрины.

## Первое эстонское стихотворение
Брокман был особенно вдохновлён «Книгой о немецкой поэтике» («Buch von der deutschen Poeterey») Мартина Опица и использовал в своём творчестве его поэтические принципы. В 1637 году он опубликовал первое свадебное стихотворение на эстонском языке. Стихотворение написано александрийским стихом, что а самом деле не очень подходит для эстонского метра. Стихотворение носит название Carmen Alexandrinum Esthonicum ad leges Opitij poeticas compositum. В дальнейшем при жизни Брокмана было опубликовано ещё три его стихотворения на эстонском языке.

## Память
Эстонский писатель-эмигрант Герберт Салу (1911—1988) написал о жизни Брокмана романы «Lasnamäe lamburid» (Лунд, 1978) и «Siiditee serval» (Лунд, 1986).

## Сочинения
- Reiner Brockmann: Teosed = Reineru Brokmannu poiemata. Koostanud ja toimetanud Endel Priidel. Tartu: Ilmamaa, 2000, 435 S., ISBN 9985-878-99-X (Text teilweise deutsch, estnisch, griechisch und lateinisch)